# Гробница народних хероја у Сарајеву
Спомен-костурница народних хероја града Сарајева подигнута је 1949. године и налазила се у Великом парку, а новембра 1981. године је пренесена у новоизграђени спомен-парк Враца, на Врацама.
Након ексхумације гробова, на Врацама изнад гробнице је постављено ново обилежје у виду гранитне призме у центру круга, а старе надгробне плоче су депоноване у Историјски музеј Босне и Херцеговине. У гробници је сахрањено 26 народних хероја, а њихова имена су уклесана на гранитним громадама поређаним кружно око централне призме уз спомен-костурницу.

## Списак сахрањених у гробници
1. Јанко Балорда (1917–1942), за народног хероја проглашен 23. јула 1952. године.
2. Алекса Бојовић Брко (1906–1943), за народног хероја проглашен 20. децембра 1951. године.
3. Адем Бућ (1914–1943), за народног хероја проглашен 26. јула 1949. године.
4. Махмут Бушатлија Буш (1914–1941), за народног хероја проглашен 26. јула 1945. године.
5. Славиша Вајнер Чича (1903–1942), за народног хероја проглашен 25. септембра 1944. године
6. Мустафа Доваџија (1921–1942), за народног хероја проглашен 27. јула 1951. године.
7. Илија Енгел (1912–1944), за народног хероја проглашен 24. јула 1953. године.
8. Павле Горанин Илија (1915–1944), за народног хероја проглашен 15. маја 1944. године.
9. Глиша Јанковић (1913–1944), за народног хероја проглашен 27. новембра 1953. године.
10. Равијојла Јанковић Рава (1919–1944), за народног хероја проглашена 20. децембра 1951. године.
11. Бориша Ковачевић Шћепан (1908–1943), за народног хероја проглашен 22. јула 1949. године.
12. Радојка Лакић (1917–1941), за народног хероја проглашена 8. јуна 1945. године.
13. Омер Маслић (1913–1942), за народног хероја проглашен 27. новембра 1953. године.
14. Бранко Милутиновић Обрен (1918–1942), за народног хероја проглашен 5. јула 1951. године.
15. Васо Мискин Црни (1918–1945), за народног хероја проглашен 26. јула 1945. године.
16. Душан Пајић-Дашић (1912–1943), за народног хероја проглашен 27. новембра 1953. године.
17. Владимир Перић Валтер (1919–1945), за народног хероја проглашен 24. јула 1953. године.
18. Слободан Принцип Сељо (1914–1942), за народног хероја проглашен 6. новембра 1942. године.
19. Миладин Радојевић (1914–1941), за народног хероја проглашен 20. децембра 1951. године.
20. Ахмет Фетахагић (1913–1944), за народног хероја проглашен 10. септембра 1949. године.
21. Авдо Хоџић (1921–1943), за народног хероја проглашен 5. јула 1951. године.
22. Миљенко Цвитковић (1914–1943), за народног хероја проглашен 22. јула 1949. године.
23. Јусуф Џонлић (1920–1944), за народног хероја проглашен 20. децембра 1951. године.
24. Бранко Шурбат Бане (1920–1943), за народног хероја проглашен 27. новембра 1953. године.